# Апостол Петар
Свети апостол Петар (Галилеја — Рим, 64) је био један од дванаест апостола, и један од првих вођа ране цркве. Традиционално се сматра првим еписком Рима или папом, а такође и првим епископом Антиохије. На основу савремених историјских података, процењује се да је његово папство трајало од 30. године нове ере до његове смрти, што би га учинило папом са најдужом владавином, између 34 и 38 година; међутим, дужина његове владавине никада није била потврђена.
По хришћанском предању, Петар је разапет у Риму под царем Нероном. Све древне хришћанске цркве поштују Петра као великог свеца и као оснивача антиохијске и римске цркве, али се разликују у својим ставовима у погледу ауторитета његових наследника. Према римокатоличком учењу, Исус је Петру обећао посебан положај у цркви.
У Новом завету се име „Симон Петар“ налази 19 пута. Појављује се више пута и проминентно у сва четири јеванђеља, као и Делима апостолским. Он је брат Светог Андреја, и обојица су били рибари. Традиционално се сматрало да посебно Јеванђеље по Марку показује утицај Петровог проповедања и сећања очевидаца. Такође се помиње, било под именом Петар или Кифа, у Павловој Првој посланици Коринћанима и Посланици Галатима. Нови завет такође укључује две опште посланице, Прву Петрову и Другу Петрову, које му се традиционално приписују, али модерна наука генерално одбацује Петрово ауторство обе. Ипак, евангелисти и католици су увек тврдили Петрово ауторство, а у последње време све већи број научника оживљава тврдњу о Петровом ауторству ових посланица.
Изван Новог завета, касније му је приписано неколико апокрифних књига, посебно Дела Петрова, Петрово јеванђеље, Петрова проповед, Петрова апокалипса и Петров суд, иако научници верују да су ова дела псеудоепиграфа.

## Биографија
Свети Петар је био међу првим Јеврејима који су постали ученици Исуса Христа. О његовом животу говоре приче из Новог завета. По њима је Петар био вођа првобитне заједнице јерусалимских хришћана.
Петар је био рибар на Тиберијском језеру. Са братом Андрејем одлучио је да постане Исусов ученик. Тада је добио арамејско име Кефа (камен), што је на грчком било Петар (грч. Πέτρος). У Матејевом јеванђељу каже се да је Христ сматрао Петра за темељ своје Цркве.
Петар се увек помиње први међу 12 апостола, и као онај који говори у њихово име. Често се у Библији спомиње, заједно са Јаковом и Јованом, као сведок важних догађаја (преображење). Свети Павле је сведочио да је Петар апостол за Јевреје, док је он апостол за остале народе.
Сва четири јеванђеља тврде да је на Тајној вечери Христос предсказао да ће га се Петар три пута одрећи пре него што петао закукуриче три пута. У три јеванђеља се описује како је Петар испунио ово пророчанство бојећи се освете народа.
Петар је после проведених тридесетак година као свештеник кренуо за Рим где ће постати мученик. Апокрифна „Петрова писма“ кажу да је распет на крсту постављеном натрашке, јер је рекао да не заслужује да умре на исти начин као Исус.
Постоји још једна често помињана легенда која се везује за мучеништво и смрт Светог Петра. По њој је Петар покушао да побегне из Рима, а на путу га је срела визија Исуса. На питање: „Куда идеш господару?“ (лат. Quo vadis, Domine?), Исус му је одговорио: „Идем у Рим да ме поново распну“. На ово се Петар предомислио и вратио у Рим прихвативши своје мучеништво.
Римокатоличка црква сматра да је апостол Петар био први антиохијски епископ и оснивач римске цркве, то јест први римски епископ, и да је римским епископима Исус Христос наменио улогу врховног вође, учитеља и судије у хришћанској заједници. То је основа за теорију о примату римских бискупа. Остале хришћанске цркве не деле ово мишљење. За православну, англиканску и древноисточне цркве, Свети Петар је светац и први римски епископ.
Већина протестантских и католичких теолога, и многи историчари, сматрају да је Петар смртно страдао за време Нерона у Риму. Неки од истраживача сумњају у црквене ставове о улози Светог Петра у време раног хришћанства. На пример, историчар Ото Цвирлајн је у две опсежне студије демонстрирао да не постоје докази, ни писани, ни археолошки, да је Петар икада био у Риму.

## Свети Петар у православљу
У православном календару, Свети Петар се спомиње 29. јануара због верига, у које би окован од безаконог Ирода, и које при појави ангела у тамници спадоше с њега (Дап 12, 7).
Те вериге чуваху хришћани колико због успомене на великог апостола, толико и због њихове целебне моћи, јер се многи болесници излечише додиром о њих (као и о убрус апостола Павла, Дап 19, 12). Патријарх јерусалимски Свети Јувенал даде те вериге на дар царици Евдоксији, прогнаној жени цара Теодосија Млађег, а ова их преполови, па једну половину посла цркви Светих апостола у Цариград, а друго својој кћери царици Евдоксији, жени Валентинијановој у Рим. Ова Евдоксија сазида Цркву Светог Петра, и положи у њу ове вериге заједно са оним, у које беше Петар пред своју смрт окован од цара Нерона.
Српска православна црква слави га 16. јануара и 29. јуна по црквеном, а 29. јануара и 12. јула по грегоријанском календару.

## Занимљивости
Иако је пракса ране цркве била да се цркве граде олтаром окренутом ка истоку, што су православци сачували, римокатолици имају неке цркве посвећене светом Петру, олтаром окренутом ка западу. Такав је случај са базиликом светог Петра у Ватикану, катедрале светог Петра у Ђакову и Бару
.